# Escitrídids
Els escitrídids (Scythrididae) són una família de lepidòpters glossats de la superfamília dels gelequioïdeus (Gelechioidea). La família de vegades s'inclou a la família Xyloryctidae com a subfamília Scythridinae, i al seu torn, Xyloryctidae de vegades ha estat inclosa a la famíliaOecophoridae com a subfamília.
Els escitrídids adults són arnes de mida petita a mitjana, que quan estan en repòs apareixen amb forma de llàgrima.

## Gèneres seleccionats
Els escitrídids inclouen unes 700 espècies. Alguns gèneres de Scythrididae (amb algunes espècies notables també figuren a la llista) inclouen:
- Apostibes   Walsingham, 1907
- Areniscythris   Powell, 1976
- Asymmetrura   Landry, 1991
- Bactrianoscythris   Passerin d'Entrèves & Roggero, 2009
- Catascythris [4]
- Coleophorides   Amsel, 1935
- Enolmis   Duponchel, 1845  <! - = Bryophaga ->
- Episcythris   Amsel, 1939
- Eretmocera   Zeller, 1852
- Erigethes   Walsingham, 1907
- Falkovitshella   Passerin d'Entrèves & Roggero, 2007
- Haploscythris   Viette, 1956
- Mapsidius   Walsingham, 1907
- Necrothalassia   Amsel, 1935
- Neoscythris   Landry, 1991
- Paralogistis   Meyrick, 1921
- Parascythris   Hanneman, 1960
- Proterochyta   Meyrick, 1918
- Rhamphura   Landry, 1991
- Scythris   Hübner, [1825]  
  -  Scythris limbella 
  -  Sccythris scopolella
- Synacroloxis   Gozmány, 1952